# 垃圾桶

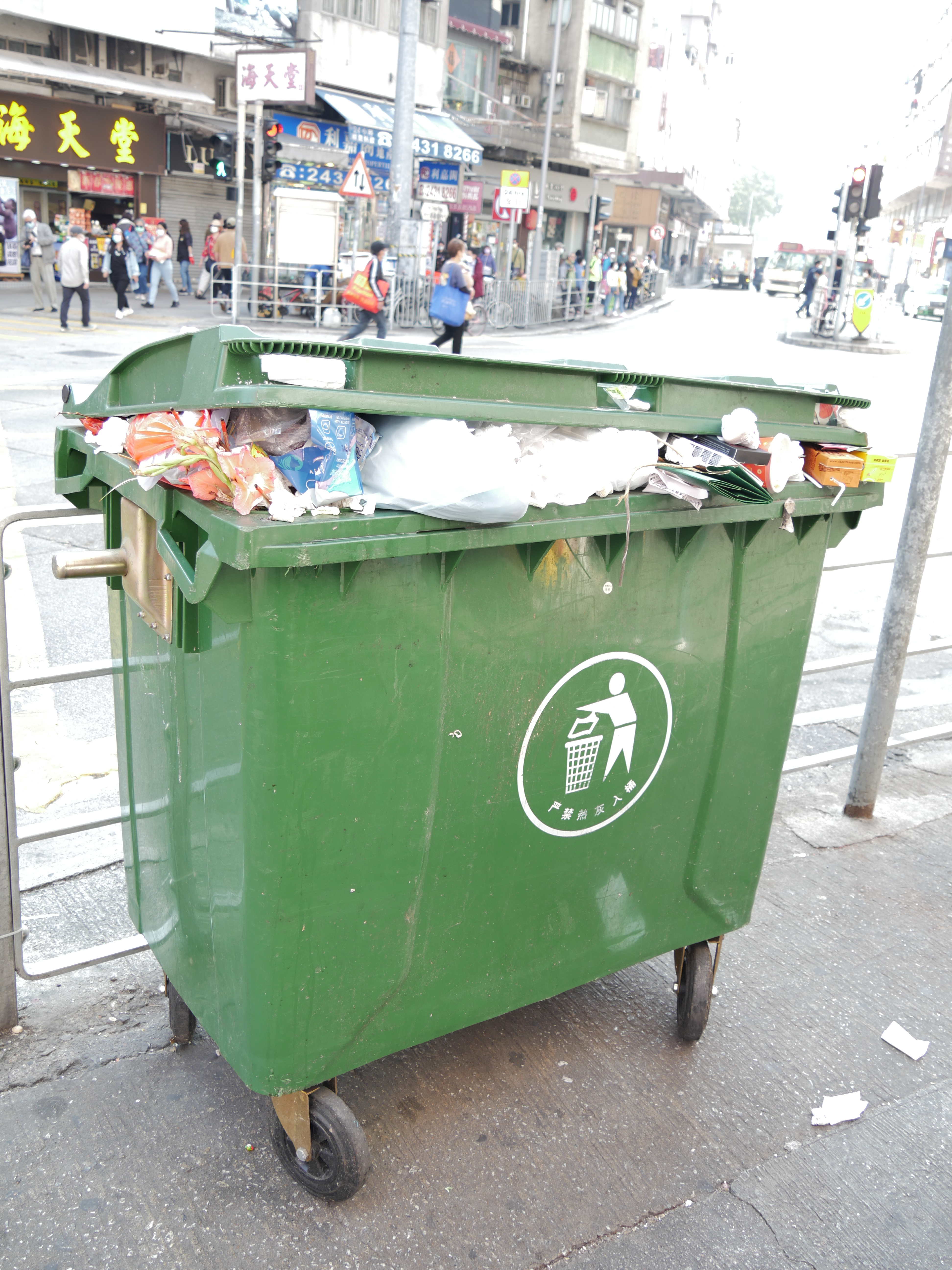
一個盛滿了垃圾的大型垃圾桶

垃圾桶，又称廢物箱、垃圾箱或拉基桶，是用於裝放垃圾的容器。垃圾桶多數以金屬或塑膠製，用時放入垃圾袋，當垃圾一多便可紮起袋丟掉。多數垃圾桶都有蓋以防垃圾的異味四散，有些垃圾桶可以用腳踏開啟蓋子，以避免手部污染。
家居的垃圾桶多數放於廚房，以便放置廚餘。有些家庭會在主要房間都各置一個。有些遊樂場的垃圾桶會特別設計成可愛的人物，而個別屋苑也會設有造型趣緻獨特的動物垃圾箱，如香港大興花園以青蛙、河馬及海豚為設計藍本，以吸引更多人使用與及防止隨地亂拋垃圾。
近年來在車站等公共場所的垃圾桶，桶身改為透明以便於辨識桶內是否遭放置爆裂物或有毒物質，這種垃圾桶又稱為「反恐垃圾桶」。

## 圖片

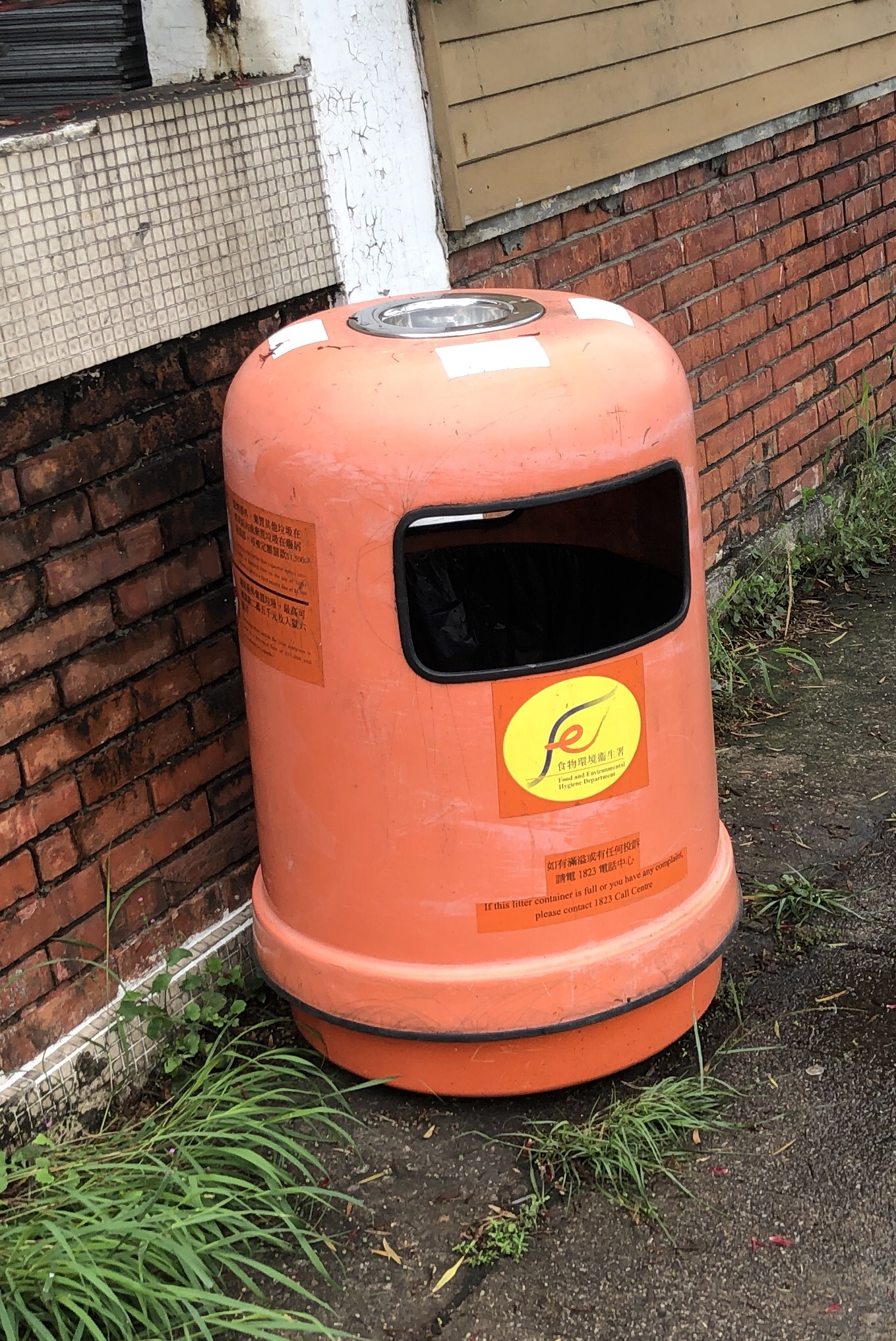
香港橙色垃圾桶是由食環署管理的，以前是紫色的，而黃色的是由康文署管理
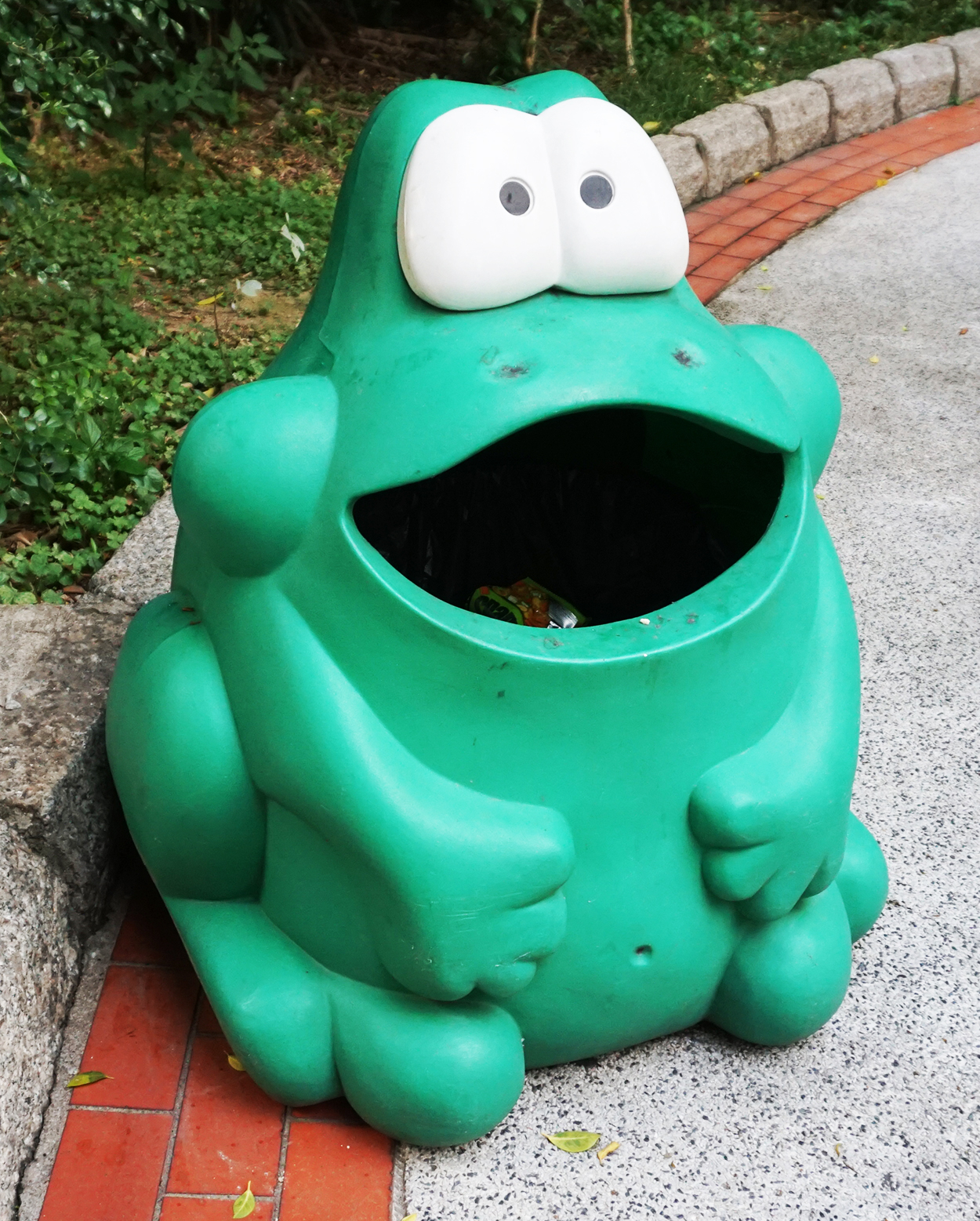
Glasdon Froggo™青蛙造型垃圾桶，攝於香港大興花園
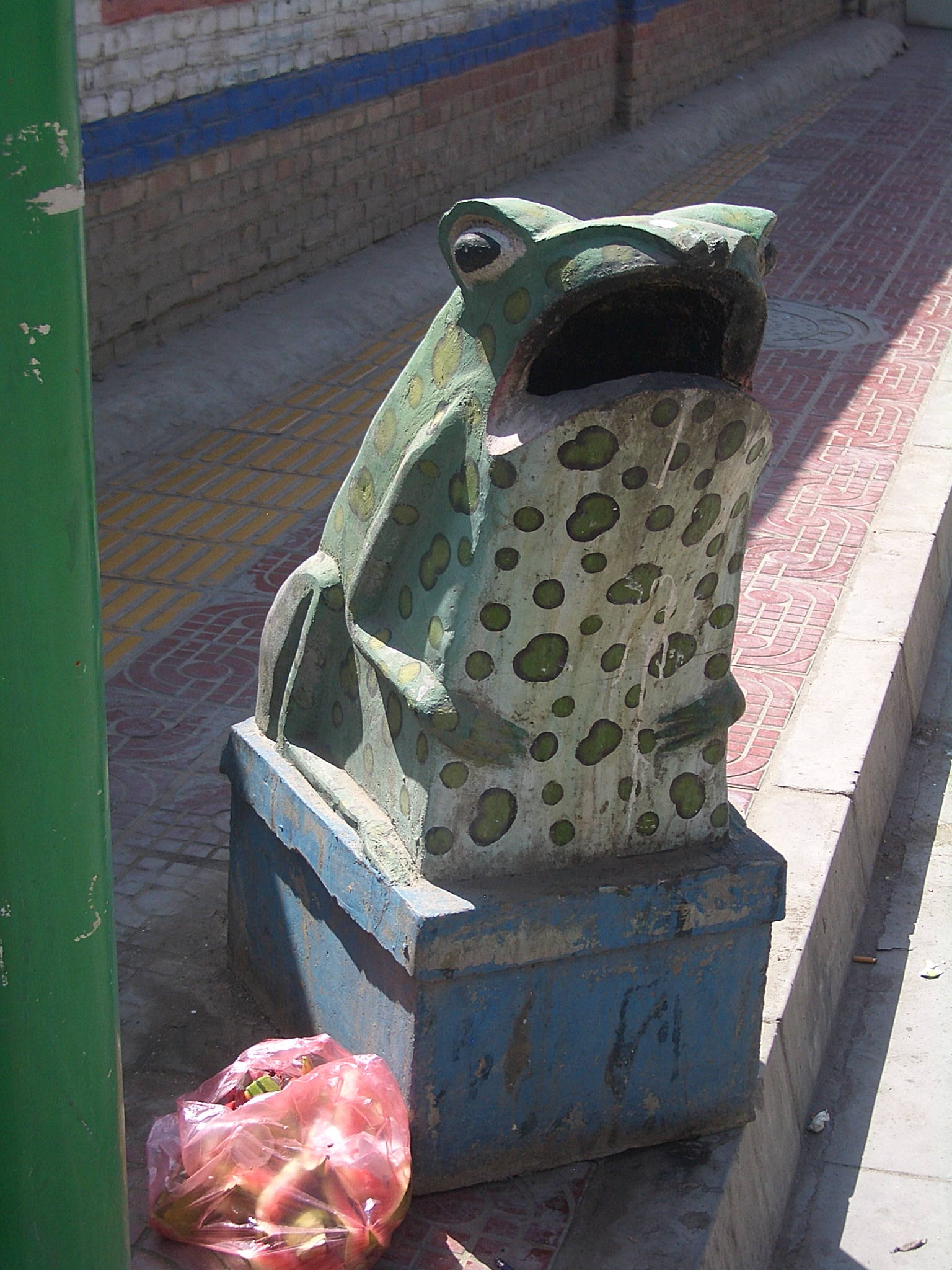
甘肃刘家峡街边一个青蛙造型垃圾箱
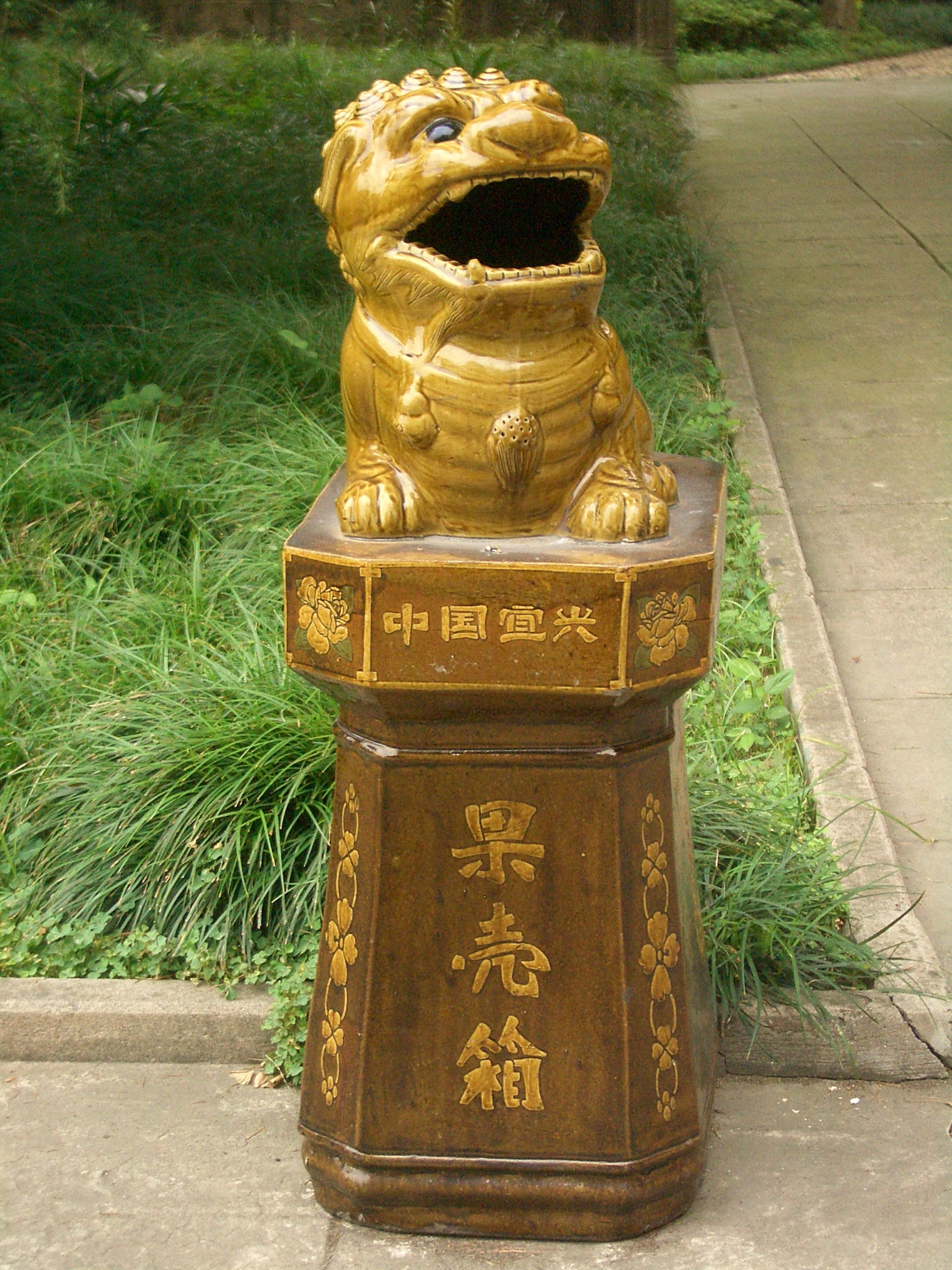
一个景区内仿古铜雕狮式垃圾箱
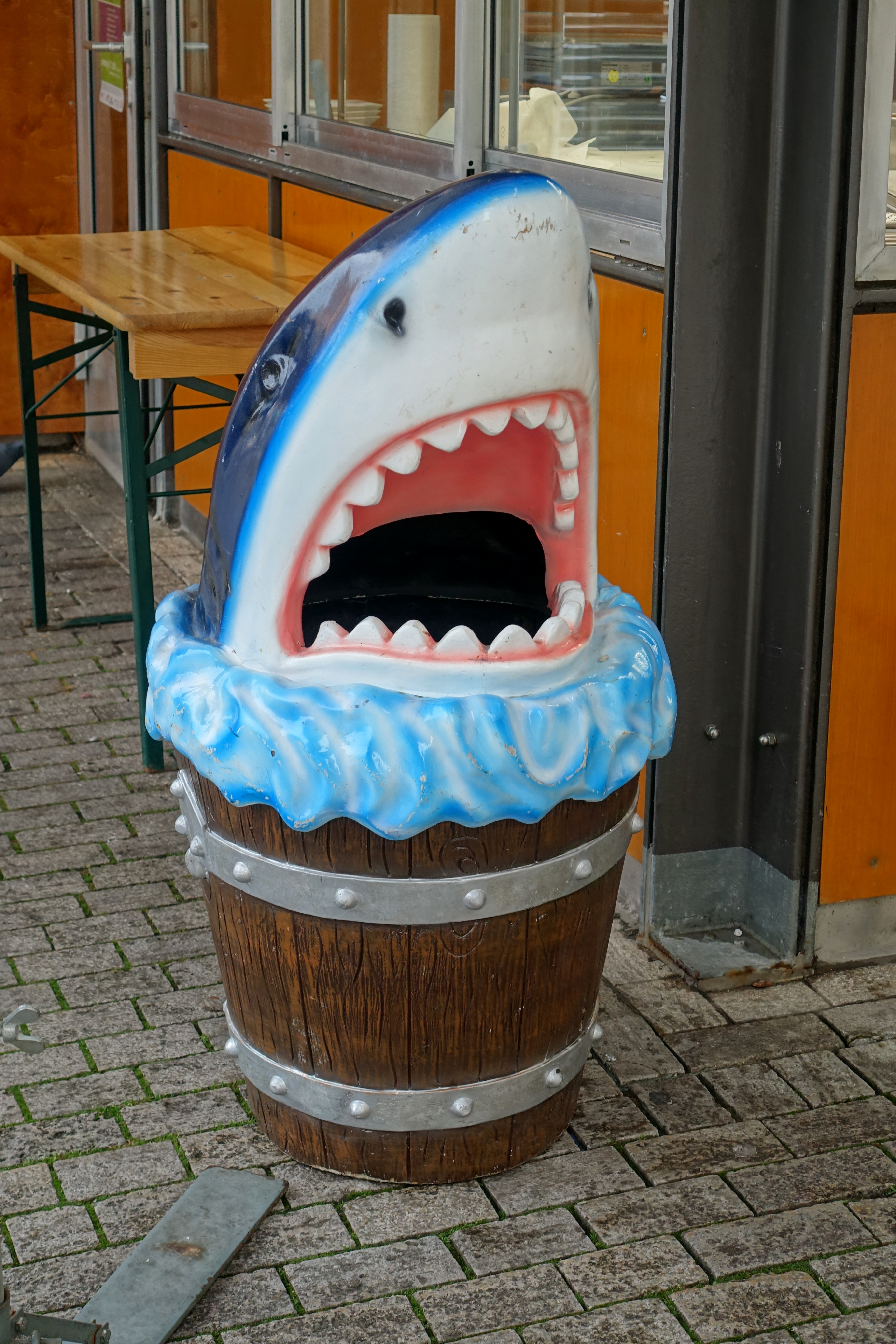
德国乌兹堡一个鲨鱼上半身造型垃圾箱
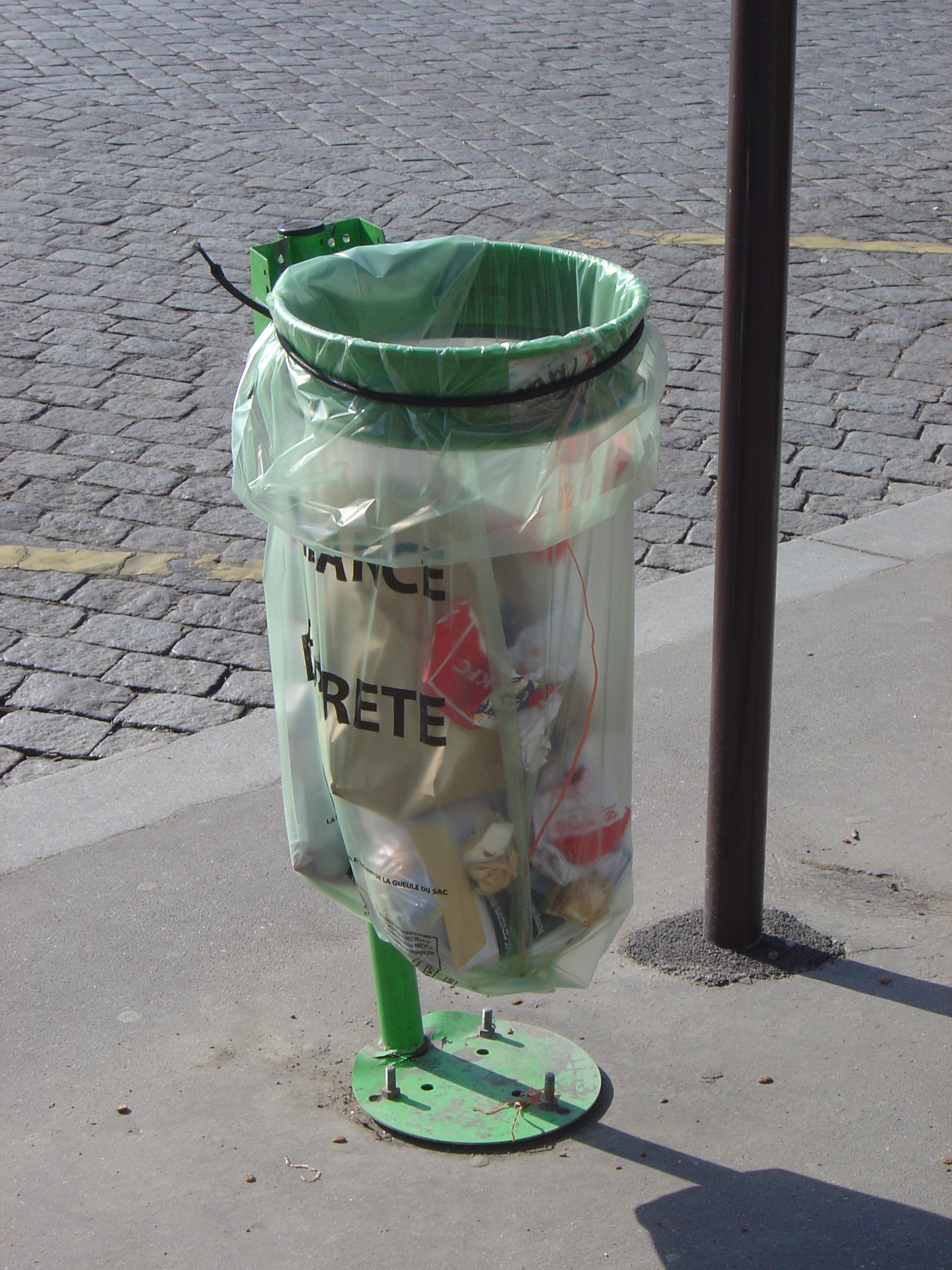
法國巴黎街頭的反恐垃圾桶
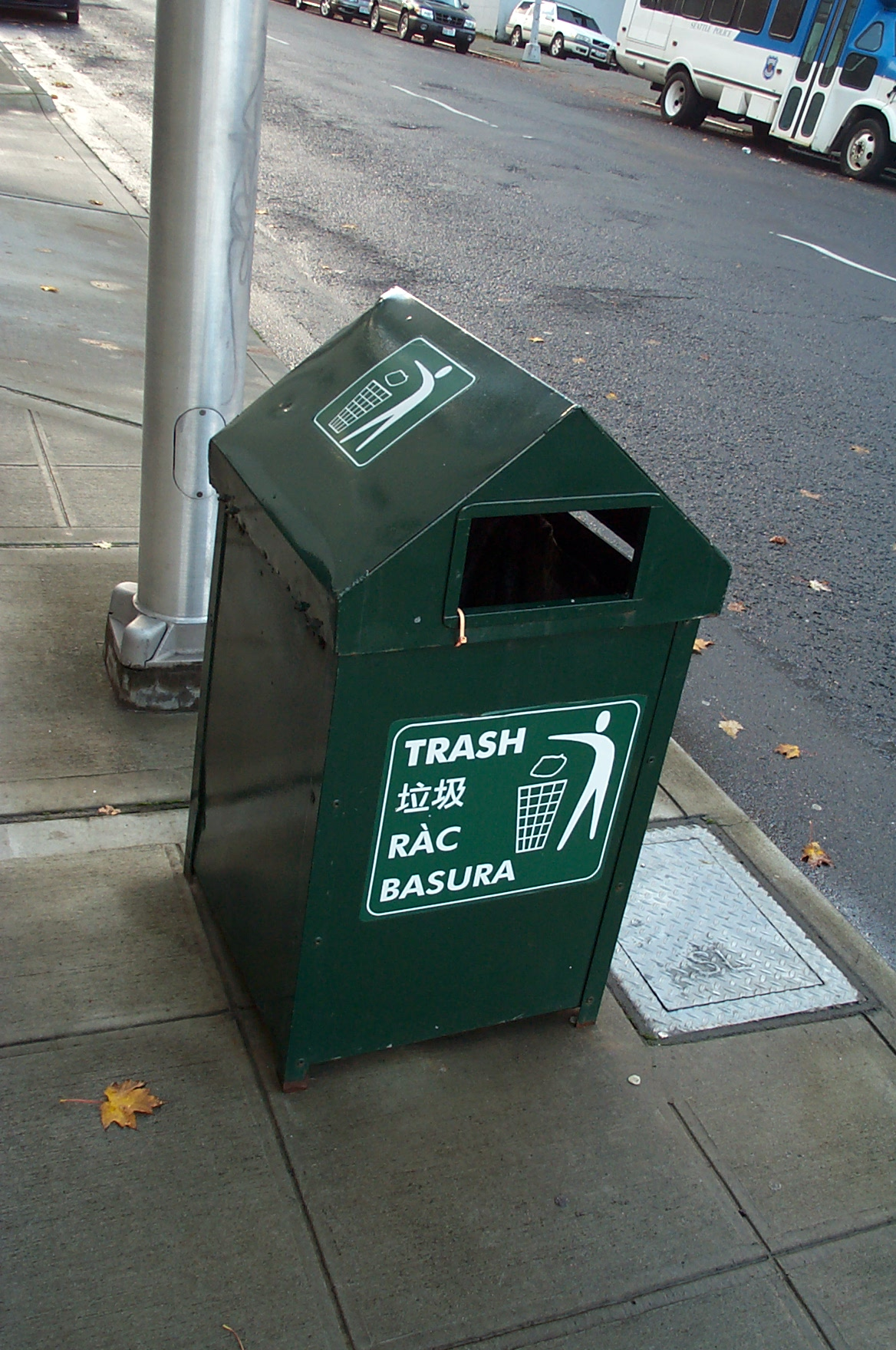
这个西雅图垃圾箱有四种语言：中文、英文、西班牙文、他加祿語
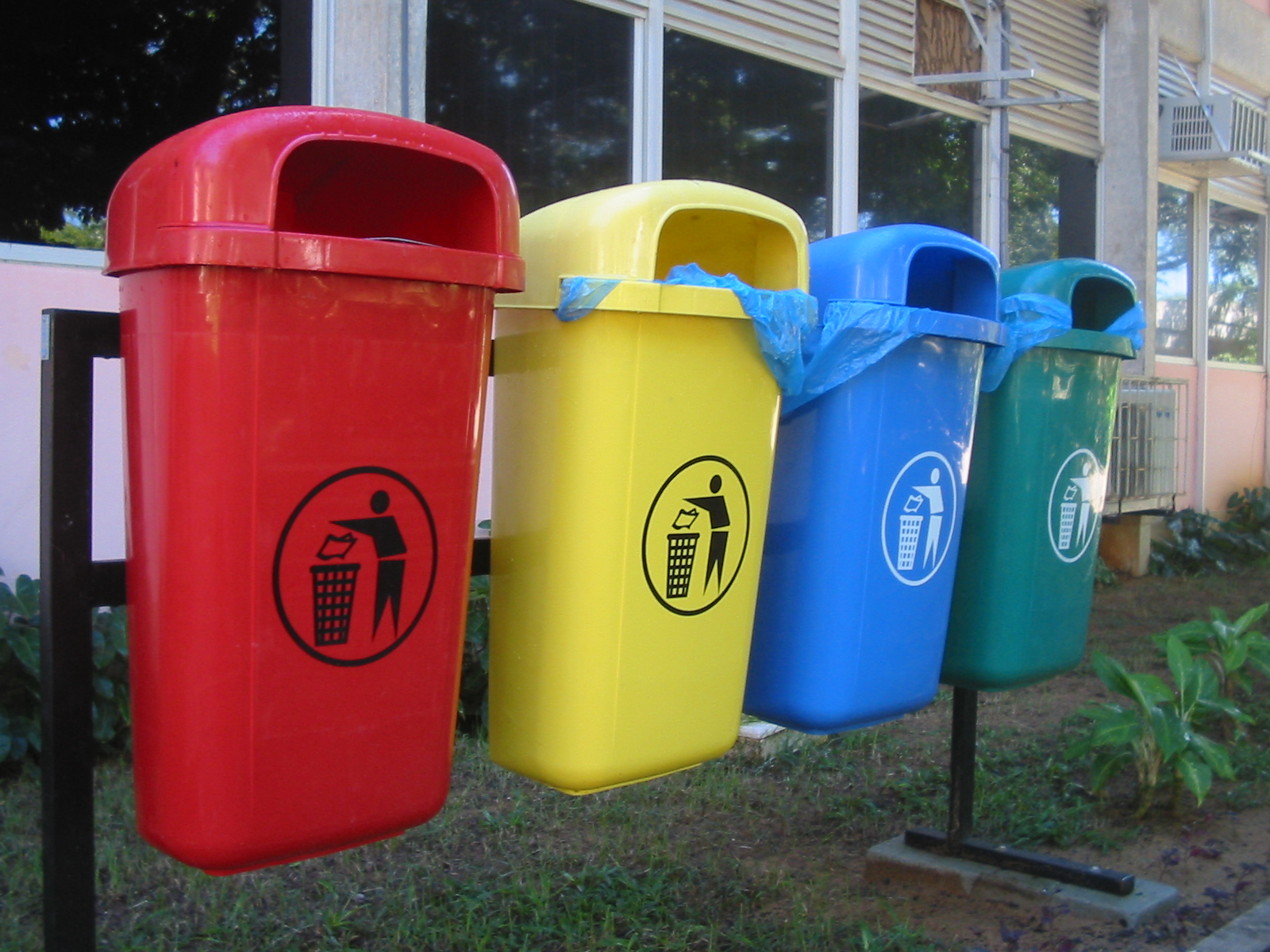
垃圾分類回收桶
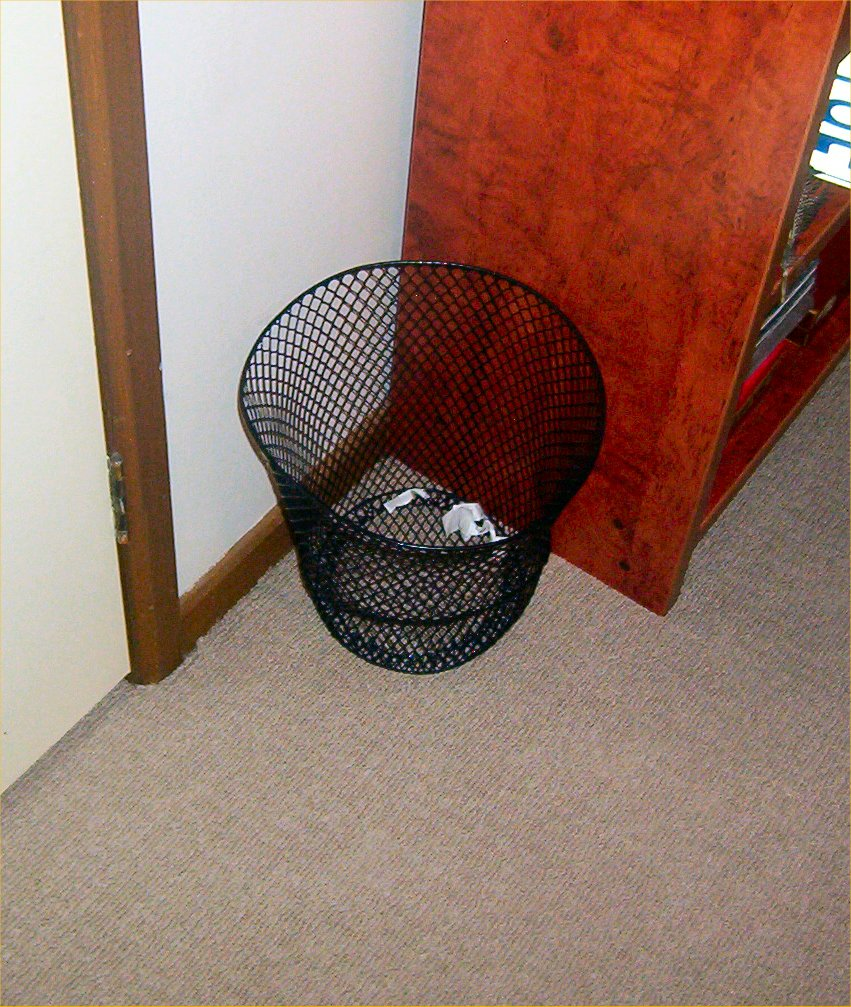
辦公室的廢紙簍
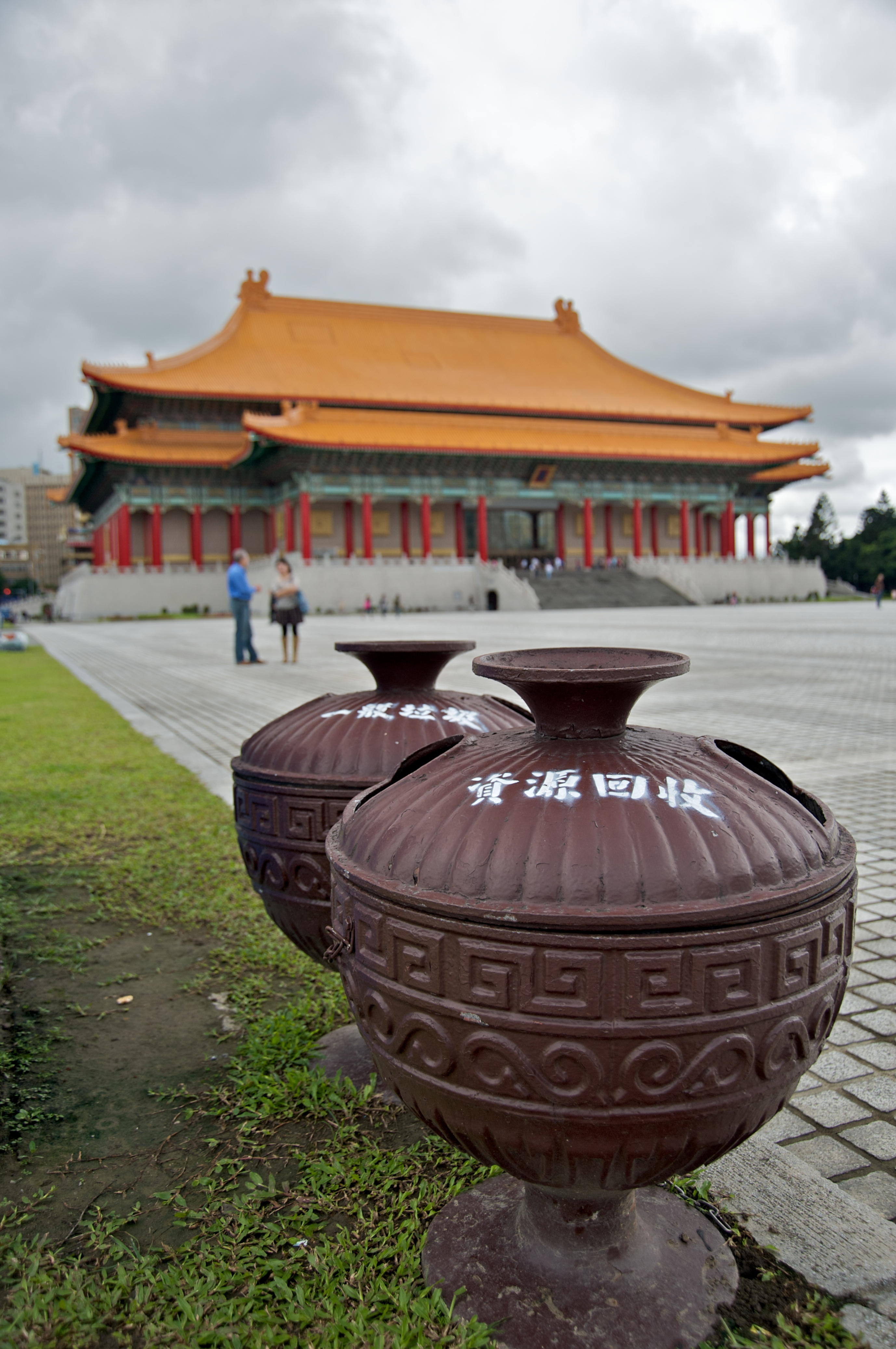
台灣台北市國家戲劇院廣場裡的垃圾筒
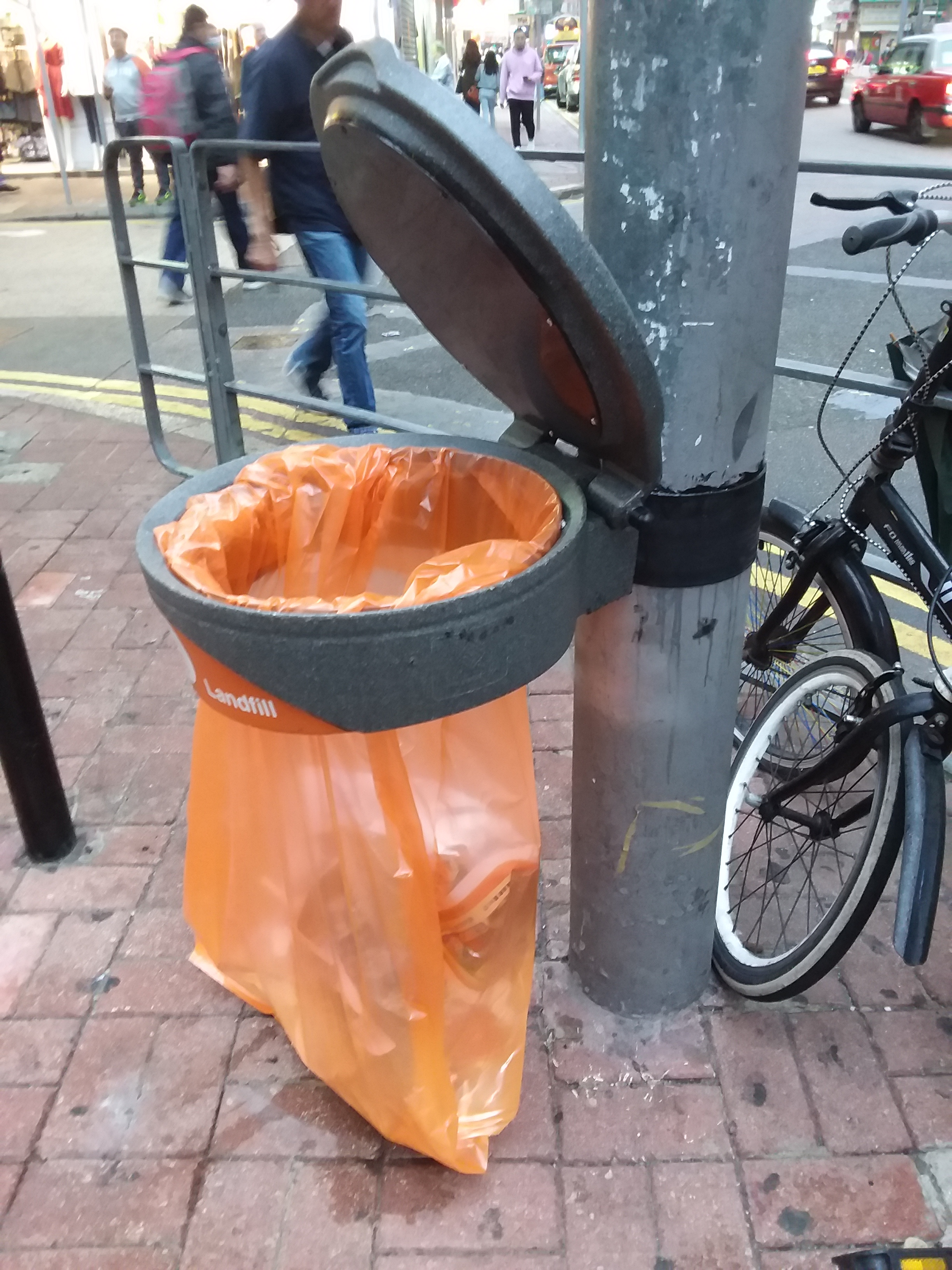
香港街上的反恐垃圾桶
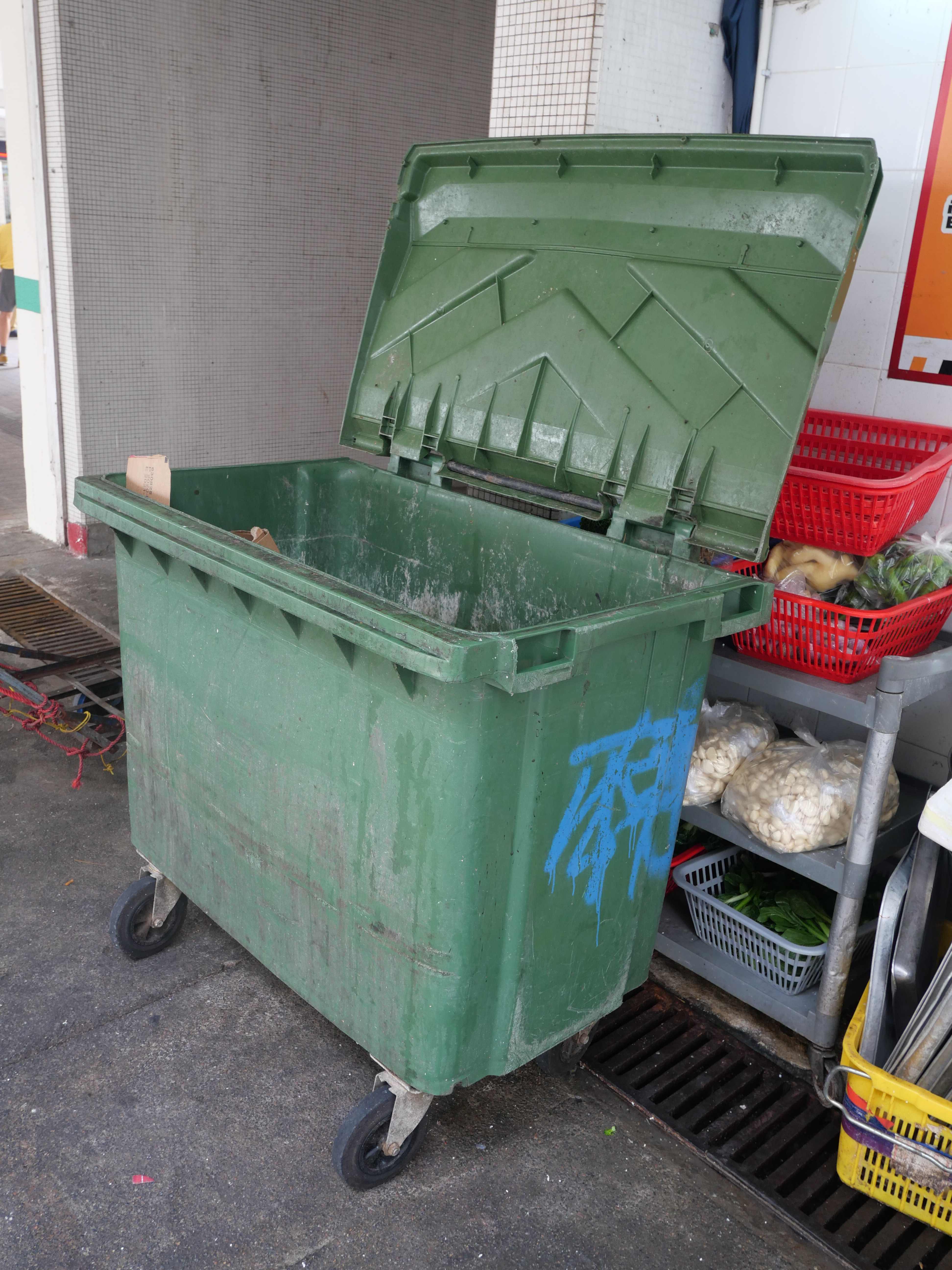
屯門區某公共屋邨的大型垃圾桶

## 外部連結
- 你不知道的不鏽鋼垃圾桶生產流程大公開，金屬垃圾桶製造流程大公開 （页面存档备份，存于）

## 另見
- 資源回收筒
- 垃圾車